# Ilha Record
Ilha Record foi um reality show brasileiro criado e exibido pela RecordTV de 26 de julho de 2021 a 8 de setembro de 2022. Apresentado por Sabrina Sato na primeira temporada e Mariana Rios a partir da segunda, teve direção geral de Rodrigo Carelli.
O programa apresentava um grupo de celebridades que vivem juntas em uma ilha deserta e competem entre si em desafios extremos para evitar o exílio e continuar sua busca por um tesouro perdido e pelo prêmio de 500 mil reais.
A vencedora da primeira temporada foi a DJ e empresária Any Borges. Na votação do público, Mirella Santos foi a mais votada com 79,33%.
O vencedor da segunda temporada foi o surfista Nakagima. Na votação do público, Solange Gomes foi a mais votada com 49,82%.

## Produção
Planejado inicialmente para ser lançado em 2019, o programa chegou a ter outros nomes cogitados, como A Ilha, Ilhados, Ilha do Tesouro e Ilha dos Famosos, porém já estavam registrados por outras produções. Em 19 de maio de 2021, é anunciado que o nome oficial seria Ilha Record.
Os participantes foram para a ilha no dia 28 de maio de 2021. As gravações foram finalmente encerradas em 6 de julho de 2021 e os participantes retornaram para suas casas.

## Apresentadores
| Apresentador(a) | Temporadas | Temporadas |
| Apresentador(a) | 1          | 2          |
| --------------- | ---------- | ---------- |
| Sabrina Sato    |            |            |
| Mariana Rios    |            |            |

Galeria de apresentadores
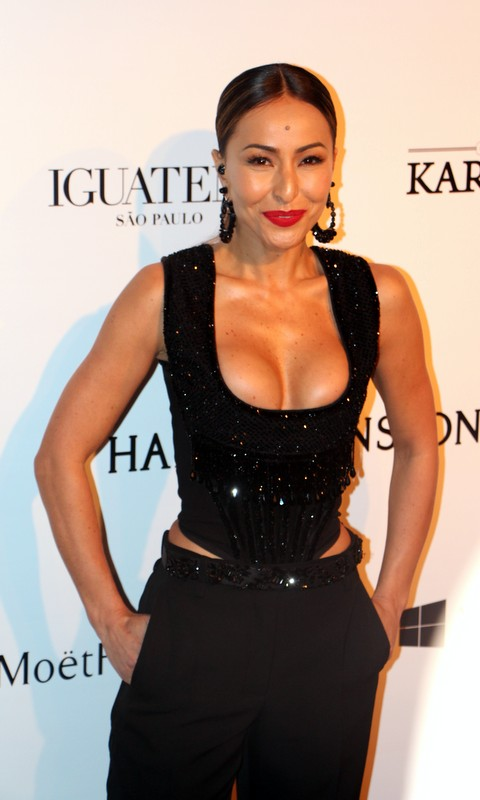
Sabrina Sato (2021)
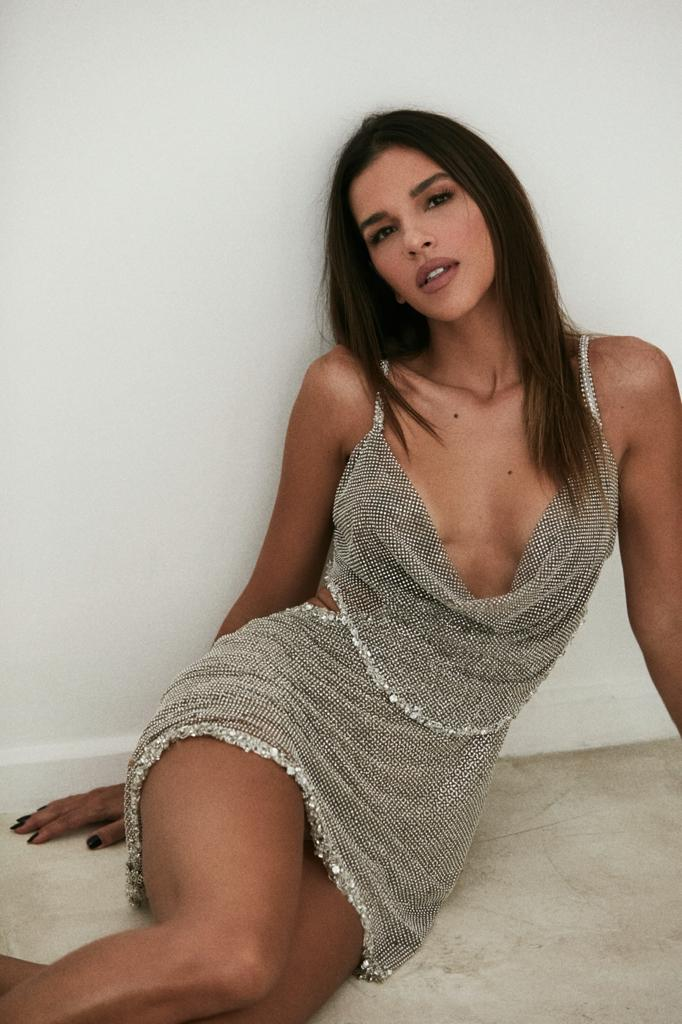
Mariana Rios (2022)

## Exibição
| Temporada | Temporada     | Episódios | Exibição original    | Exibição original      |
| Temporada | Temporada     | Episódios | Estreia da temporada | Final da temporada     |
| --------- | ------------- | --------- | -------------------- | ---------------------- |
|           | Ilha Record 1 | 40        | 26 de julho de 2021  | 09 de setembro de 2021 |
|           | Ilha Record 2 | 46        | 18 de julho de 2022  | 08 de setembro de 2022 |

#### Esquema de exibição
O programa foi ao ar pela primeira vez em 26 de julho de 2021, logo após a novela Topíssima. É exibido diariamente de segunda a sábado pela RecordTV com episódios gravados.
- Segunda-feira: Prova de equipe na Arena.
- Terça-feira: Convivência + atividade pré-votação.
- Quarta-feira: Votação.
- Quinta-feira:  Duelo de sobrevivência na Arena e Ida ao Exílio.
- Sexta-feira: Chegada ao Exílio e recompensa do sobrevivente.
- Sábado: Festa.

## Formato
Ilha Record é um formato original da RecordTV. No programa, 13 celebridades – como atores, cantores, modelos e personalidades da mídia – tornam-se "exploradores" e terão que conviver juntos em uma ilha em busca de conquistar o tesouro com prêmios milionários.
- Comandante: O Comandante da equipe vencedora do desafio do ciclo ganha o poder da indicação, podendo indicar qualquer participante para o Desafio de Sobrevivência, ele pode indicar um participante da outra ou de sua própria equipe.
- Desafio de Sobrevivência: O indicado do Comandante da equipe vencedora e o mais votado dos exploradores se enfrentam no Desafio de Sobrevivência. O perdedor desse duelo será exilado da competição.
- Arena: Arena é um local na qual os participantes disputarão as Provas de Equipes e os Desafios de Sobrevivência. A equipe que vence o desafio do ciclo ganha um bônus e não pode ser votada pelos integrantes da equipe perdedora, mas os integrantes da equipe vencedora podem ser votados por eles mesmos.
- Vila: Uma casa paradisíaca no meio da ilha, na onde os participantes que estão no jogo ficam e convivem.
- Exílio: O Exílio é um local na qual os participantes que perderem os Desafios da Sobrevivência irão ficar, tendo a chance de retornar ao jogo com a repescagem.[2]
- Sobrevivente: O Sobrevivente é o explorador que vence o Desafio de Sobrevivência. Na semana seguinte, ele se torna um dos Comandantes do ciclo e ganha um bônus.
- Guardião: O Guardião é um misterioso morador da ilha na qual somente o apresentador saberá quem é. Ele tem como missão assegurar que o tesouro só caia na mão dos verdadeiros merecedores. Por isso, ele vai surgir em momentos inusitados para trazer benefícios ou problemas para os participantes.[4]

Os dois que resistiram até a final, que foi exibida ao vivo, entre intrigas, conflitos, desafios e eliminações, disputando um desafio final, com votação do público, que foi realizada pela internet através do site do R7, que decidiu o grande vencedor do Ilha Record, aquele que levou para casa o prêmio principal de R$ 500 mil.

## Temporadas
Até a segunda edição, o Ilha Record já contou com 26 participantes oficiais.
| Temporada          | Vencedor(a) | 2.º lugar    | Outros participantes em ordem de eliminação | Favorito(a) do Público | Total |
| ------------------ | ----------- | ------------ | --- | ---------------------- | ----- |
| Ilha Record 1 (en) | Any Borges  | Pyong Lee    | Lucas Maciel • Claudinho Matos • MC Negão da BL • Nanah Damasceno • Thomaz Costa • Antonela Avellaneda • Mirella Santos • Nadja Pessoa • Dinei • Valesca Popozuda • Laura Keller | Mirella Santos         | 13    |
| Ilha Record 2 (en) | Nakagima    | Kaik Pereira | Vitória Bellato • Aline Dahlen • Kaio Viana • Whendy Tavares • Raphael Sander • Caíque Aguiar • Fábio Braz • Jaciara Dias • Solange Gomes • Bruno Sutter • Ste Viegas            | Solange Gomes          | 13    |

## Outras aparições
Além de participarem do Ilha Record, alguns dos participantes passaram a competir em outros reality ou talent shows.
| Participante   | Edição Ilha Record | Colocação              | Reality ou talent show | Temp. | Colocação                               |
| -------------- | ------------------ | ---------------------- | ---------------------- | ----- | --------------------------------------- |
| Dinei          | 1                  | Eliminado – 5.º lugar  | Power Couple Brasil    | 6     | Eliminado (com Erika Dias) – 12.º lugar |
| Thomaz Costa   | 1                  | Eliminado – 9.º lugar  | A Fazenda              | 14    | Eliminado – 17.º lugar                  |
| Nadja Pessoa   | 1                  | Eliminada – 6.º lugar  | A Fazenda              | 15    | Eliminada – 7.º lugar                   |
| Whendy Tavares | 2                  | Eliminada – 10.º lugar | A Fazenda              | 15    | Eliminada – Paiol                       |